# Salmānu-ašarēd IV.
Salmānu-ašarēd IV. (Šulmanu-ašared IV. oder auch Salmanassar IV., analog zum biblischen Salmanassar V.) war 782 bis 773 v. Chr. König von Assyrien.
Über seine Herrschaft ist aufgrund der schlechten Quellenlage wenig bekannt. Salmānu-ašarēd IV. folgte seinem Vater Adad-nīrārī III. auf dem Thron. Seine Macht war aber offenbar durch mächtige Adlige, insbesondere seinen obersten Heerführer Šamši-ilu, stark begrenzt. Überliefert sind mehrere Feldzüge gegen das Reich von Urartu im Norden. Nachfolger wurde sein Bruder Aššur-dan III.